# Омастіна (село)
Омастіна́ — село в окрузі Бановці-над-Бебравою Банськобистрицького краю Словаччини. Станом на грудень 2015 року в селі проживало 35 людей.

## Географія
Протікає потік Омастіна і Подградський потік.

## Населення
| Рік:            | 1994. | 2004.    | 2014.   | 2024.   |
| --------------- | ----- | -------- | ------- | ------- |
| Кількість осіб: | 80    | 43       | 39      | 42      |
| Різниця:        |       | -46,25 % | -9,30 % | +7,69 % |

| Рік:            | 2023. | 2024.   |
| --------------- | ----- | ------- |
| Кількість осіб: | 41    | 42      |
| Різниця:        |       | +2,43 % |